# Îles Trobriand
Les îles Trobriand sont des atolls coralliens formant un archipel au large de la côte orientale de la  Nouvelle-Guinée, rattachés à l'État de la Papouasie-Nouvelle-Guinée.

## Géographie
L’archipel s’étend sur 374 km2, 74 km du nord (Kadai) au sud (Vakuta) et 68 km d’ouest (Yaona) à l’est (Kitava). À proximité se trouvent les îles Lusançay (ouest), les îles Marshall Bennett (est), la mer des Salomon (nord) et les îles d'Entrecasteaux (sud).
Le recensement de 2000 relève 28 163 habitants sur les cinq îles habitées :
- Kiriwina : 22 163
- Kitava (en) : 2 907
- Kaileʻuna (en) : 1 908
- Vakuta (en) : 971
- Kuyau (Kuiao) : 537.

Trois autres îles ont été autrefois habitées : Manuwata, Tuma et Kadai.

## Histoire
Les premiers visiteurs européens furent les Français embarqués sur le navire L'Espérance en 1793. Les îles sont nommées par le navigateur Antoine Bruny d'Entrecasteaux en l'honneur de son premier lieutenant, Jean François Sylvestre Denis de Trobriand.

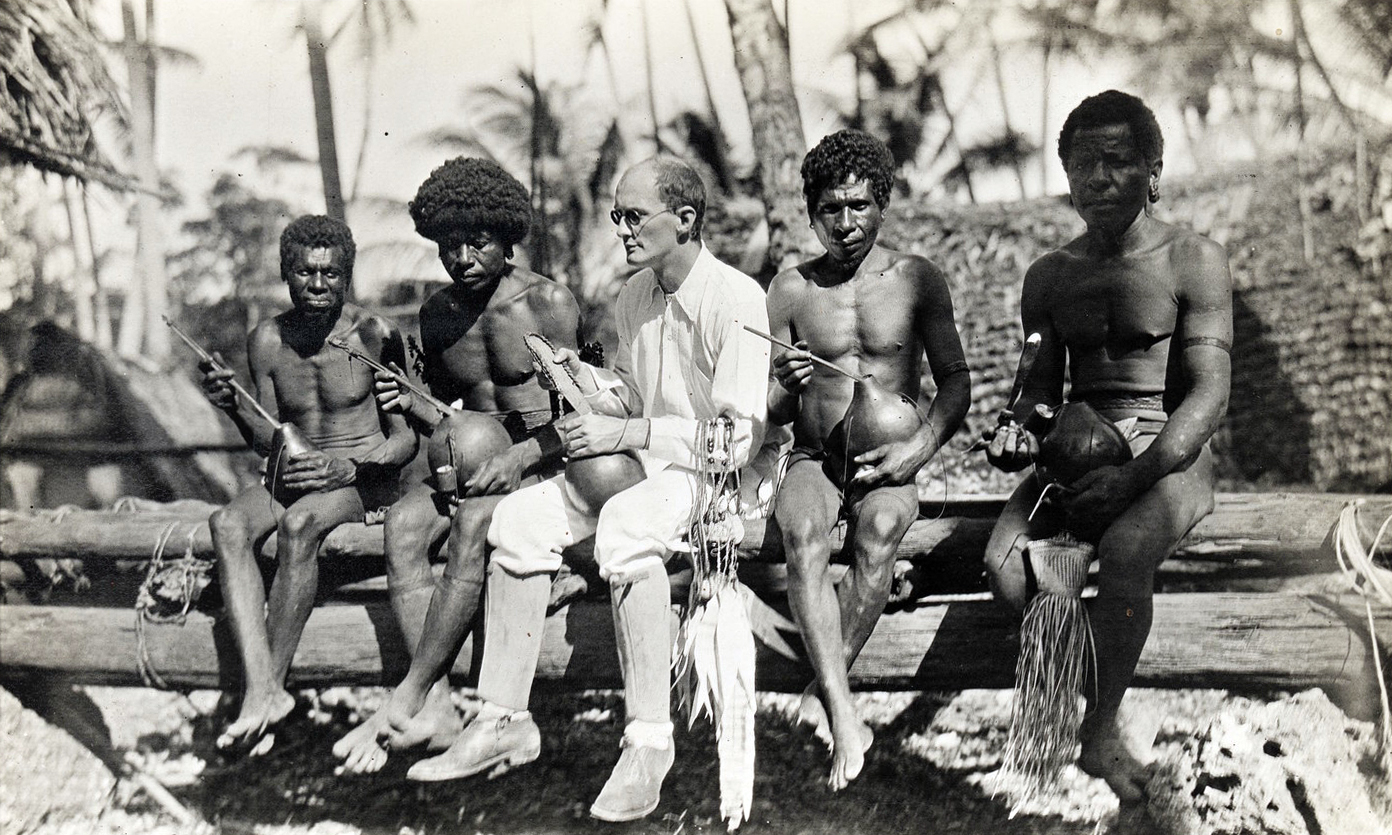
Bronislaw Malinowski aux îles Trobriand en 1917-1918.

Au début de la Première Guerre mondiale, Bronisław Malinowski arriva dans ces îles en provenance de la Nouvelle-Guinée. Ses descriptions du Kula débouchèrent sur l'arrivée de nombreux chercheurs occidentaux dans ces îles.

## Société
La société est avunculaire. Le personnage important est le frère de la mère : l'autorité repose sur l'oncle maternel de l'enfant.
Dans l'archipel, les villages se forment en cercle autour d'une place destinée au marché ou aux festivités.